# Dessegregació

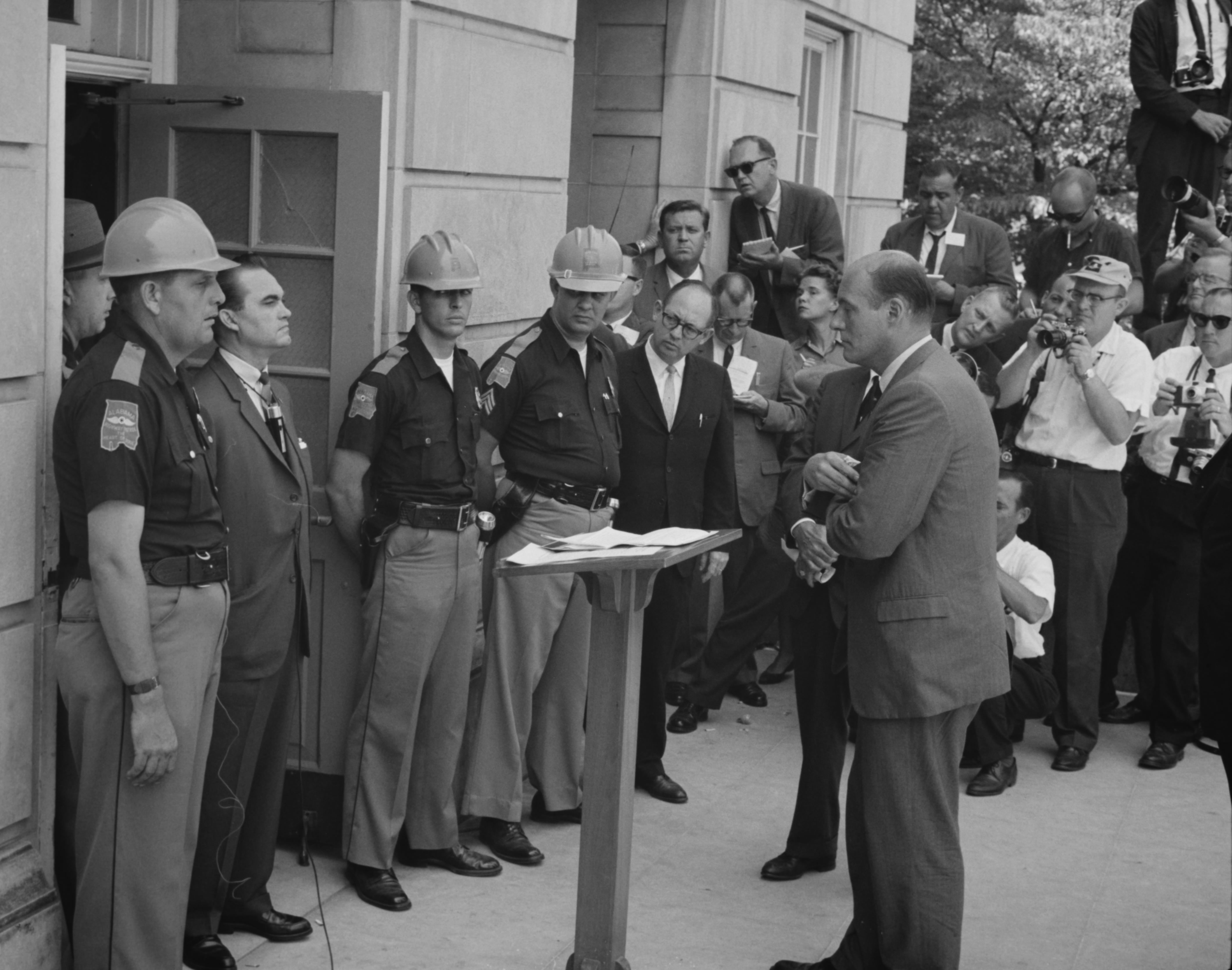
George Wallace desafia la dessegregació de la Universitat d'Alabama el juny del 1963, encarat per Nicholas Katzenbach.

La dessegregació és un procés encaminat a posar fi a la segregació racial en un territori, tot i que el terme és utilitzat especialment als Estats Units. La dessegregació va ser durant molts anys un dels enfocs principals del moviment afroamericà pels drets civils als Estats Units, tant abans com després de la decisió del Tribunal Suprem dels Estats Units, en el cas Brown versus Board of Education. Aquest cas pretenia a acabar amb la segregació racial en el sistema d'escoles públiques i l'exèrcit, i el seu objectiu més ambiciós era aconseguir la integració racial.

## Moviment abolicionista
La reaccions que va produir l'esclavitud i les respostes amb les quals es va actuar van ser molt variades, fins i tot entre els seus opositors. Algunes persones que donaven suport a l'abolició estaven també a favor de la idea que, en alliberar els negres, aquests fossin enviats a l'Àfrica, mentre que altres exigien una integració racial immediata. Encara que l'esclavitud va ser abolida per llei als Estats Units l'any 1865, certs efectes de l'esclavitud, com la segregació o la discriminació van ser encara força notables durant dècades.